# Thomas II de Piémont
Pour les articles homonymes, voir Thomas de Savoie.
Thomas II de Savoie dit Thomas II de Piémont, né vers 1199 à Montmélian et mort le 7 février 1259 à Chambéry, est seigneur de Piémont (1235-1259), par mariage comte de Flandre et de Hainaut (1237-1244). Il est à l'origine de la branche cadette des Savoie-Piémont.

## Biographie

### Sa jeunesse
Thomas naît vers 1199 (Guichenon) — ou 1202 (selon le site MedLands) — au château de Montmélian, l'un des centres politiques des comtes de Savoie. Il est le fils de Thomas Ier († 1233), comte de Maurienne et de Savoie, et de Béatrice-Marguerite de Genève (dite aussi Béatrice de Genève ou Marguerite de Faucigny) († 1257), fille du comte Guillaume Ier,,,. Il est peut-être le sixième enfant et quatrième fils selon la généalogie indiquée par l'historien Demotz ou le troisième fils selon celle proposée par le site Sabaudia.org des Archives départementales de Savoie et de Haute-Savoie.
Thomas est destiné, comme ses frères, à une carrière ecclésiastique. Il est tout d'abord prévôt de l'Église de Valence, puis chanoine de Lausanne de 1224 à 1227, puis de Lyon.
À la mort de son père en 1233, son frère aîné Amédée (1197 † 1253) devient le nouveau comte de Maurienne et de Savoie,. Thomas II quitte l'habit sacerdotal ; en 1235, Amédée IV le fait lieutenant général de ses États, mais il n'exerce pas longtemps ces fonctions. Il lui donne, en apanage, le Piémont, c'est-à-dire les possessions des Humbertiens en-dessous du château d'Aveillane, à savoir le sud du Val de Suse. En 1236, il vit à la cour de France, auprès de sa nièce, Marguerite de Provence (1221-1295), reine de France (1234-1270), épouse de Louis IX.

### Comte de Flandre et de Hainaut

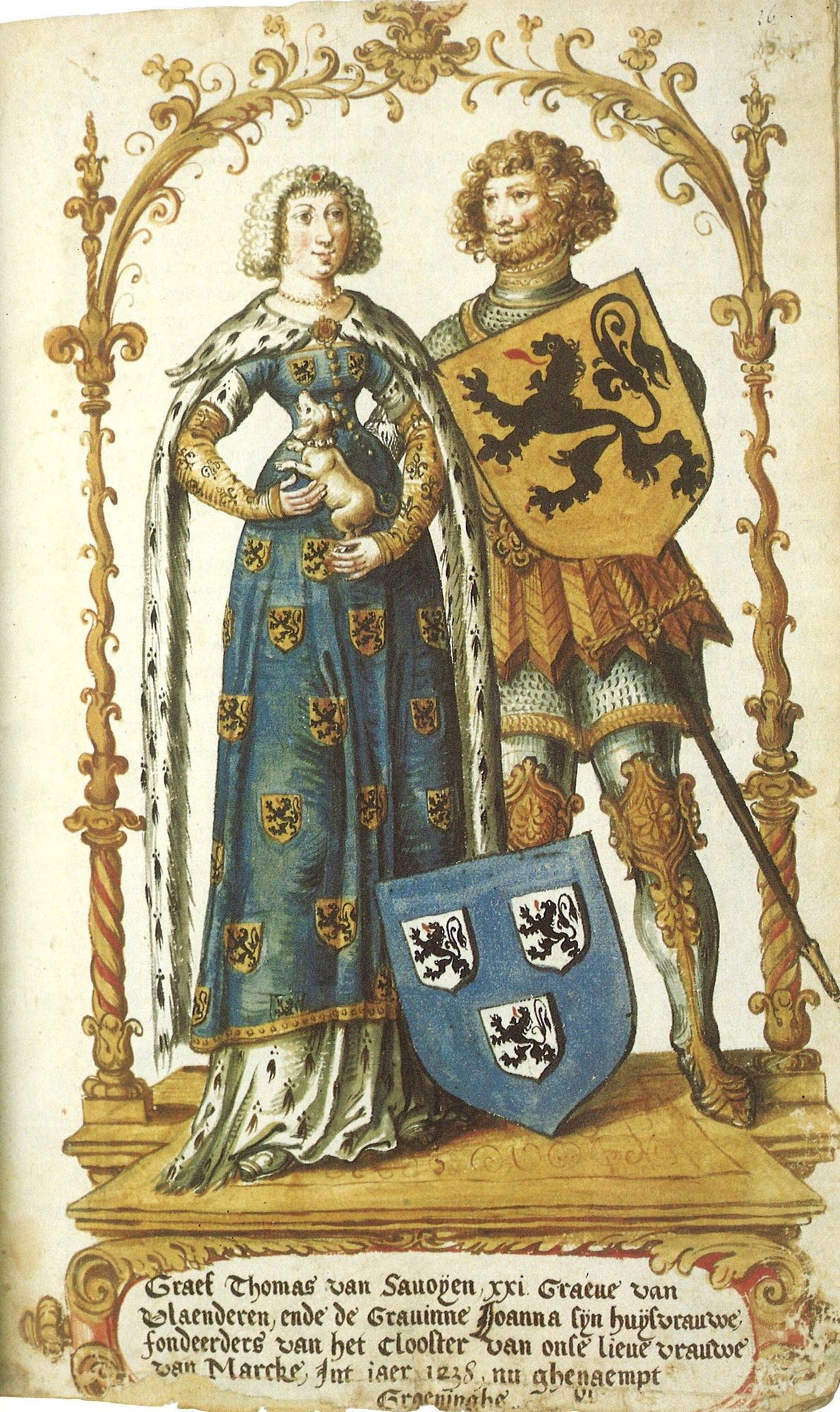
Thomas II et sa première épouse Jeanne de Constantinople, comtesse de Flandre et de Hainaut.

Le roi Louis IX lui donne la ceinture de chevalier, comme à la plupart des jeunes gentilshommes venus aux fêtes de Sens. L'ayant pris en affection, ce roi le retient auprès de lui, l'emploie dans ses armées, et lui confie d'importantes négociations. En 1237, il lui permet d'épouser Jeanne, comtesse de Flandre et de Hainaut, fille aînée et héritière de Baudouin IX, empereur latin de Constantinople, après la mort de son mari, Ferrand de Flandre († 1233).
Thomas demeure à Gand sept années, pour gouverner ses nouveaux États. Il doit soutenir des luttes sérieuses contre le duc de Brabant. Il séjourne, presque en permanence, en Flandre et dans le Hainaut.
En 1243, Thomas II de Savoie n'a toujours pas de descendance. Sa femme est sur le point de succomber à une maladie mortelle et il se trouve à la veille de voir ses grands fiefs passer à sa belle-sœur Marguerite de Flandre. Louis IX demande alors au comte Amédée IV de Savoie de donner à son frère un apanage de nature à le dédommager de celui qu'il doit perdre. Devenu veuf en 1244, il cède ses droits sur la Flandre à son neveu par alliance Guillaume III de Dampierre et revient en Savoie.

### Seigneur de Piémont

Blason de la branche cadette des Savoie-Piémont.

Son frère « lui a remis toutes les terres qu'il avait en Piémont, sous réserve de la souveraineté et du ressort » (Reine Marie-José de Belgique). Cependant, Demotz indique qu'un acte réalisé à Belley, le nomme seigneur de Piémont, sans toutefois apporter de précisions sur les possessions réelles de Thomas si ce n'est « en-dessous d'Aveillane » (cf. le château de Veillane, en val de Suse).
En juin 1247, il combat les alliés du pape en Italie du Nord, aux côtés de son frère, le comte Amédée IV, commandant suprême de l'armée impériale . L'année suivante, l'empereur Frédéric II du Saint-Empire lui octroie des droits et fiefs en Piémont, dont les villes d'Ivrée, Turin, et Moncalieri, ainsi que le Canavais. Il fait de lui son vicaire général impérial pour l'Italie du Nord,.
Sa proximité avec l'empereur Frederic II lui a valu l'excommunication. En juin 1251, celle-ci est relevée par le pape Innocent IV, lui accordant une lettre de non-préjudice, et confirmée en 1252. Quelques mois plus tard, il épouse la nièce de celui-ci, Béatrice Fieschi. Ce mariage permet aussi au comte de Savoie d'obtenir la levée d'excommunication.
En 1252, le testament du comte Amédée IV applique la coutume prévoyant comme son successeur son fils, Boniface, et qu'en cas de disparition de ce dernier sans descendance, la succession reviendra à son oncle Thomas. À la mort d'Amédée en 1253, Thomas II gouverne les États de son neveu Boniface (alors âgé de 9 ans) jusqu'à sa majorité, en 1253. Thomas obtient de son frère l'autorisation de construire une résidence au bord du lac de Châtillon, à proximité de l'embouchure de la Leysse, où la cour se réunira et festoiera.
Selon Samuel Guichenon, ses frères, Pierre et Philippe, l'écartent de la succession et lui auraient imposé le port d'une cotice d'azur sur le blason familial.
Le pape Innocent IV lui confie la régence du patrimoine de l'Église et le nomme grand gonfalonnier. Les souverains le prennent pour arbitre. Le roi d'Angleterre et le roi de Navarre le consultent sur plusieurs différends et se soumettent à ses décisions.[réf. nécessaire]

### Guerre contre Montferrat
En 1254, Thomas II signe un traité avec le Montferrat, sachant que son père avait déjà signé un traité en 1224, toutefois la politique d'expansion savoyarde en Piémont inquiète le marquis de Montferrat. Une guerre éclate et, en 1254, Thomas est capturé. Il doit abandonner ses droits sur la rive gauche du Pô et sur la place de Carignan.
Le 23 février 1255, le conflit se poursuit contre Guillaume VII, marquis de Montferrat, Thomas est défait à Montebruno par les troupes de la République d'Asti, et fait prisonnier. Sa liberté ne lui est rendue que moyennant un traité humiliant qui est cassé par Richard de Cornouailles, roi de Germanie, frère d'Henri III d'Angleterre. Il n'a pas le temps de rétablir ses affaires avant sa mort.

### Mort et sépulture

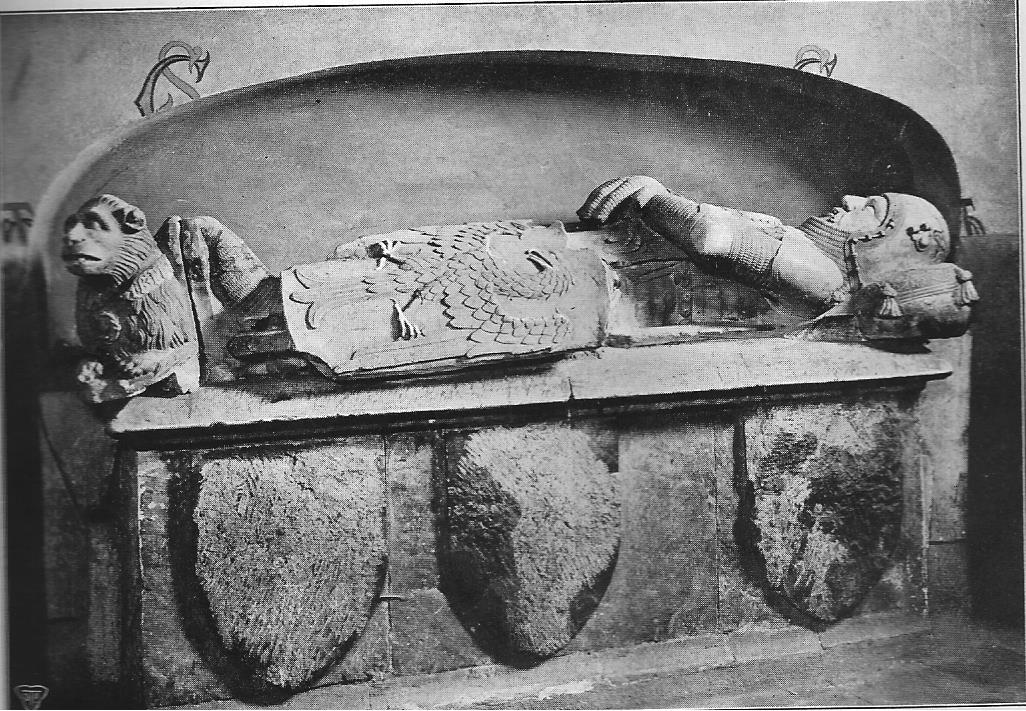
Sarcophage de Thomas II dans la cathédrale d'Aoste.

Thomas meurt au cours de l'année 1259, à Chambéry,, possiblement empoisonné. Son corps est transféré à Aoste où il est inhumé dans la cathédrale,.

## Mariages et descendance
Thomas de Savoie se marie deux fois et aurait eu entre quatre (Guichenon, Demotz) et six enfants (MedLands).
Le 2 avril 1237, Thomas épouse, à Gand, en premières noces, Jeanne de Constantinople (1188-1244), fille de Baudouin Ier, comte de Flandre et de Hainaut et empereur latin de Constantinople, et de Marie de Champagne. Elle meurt, sans enfant, le 5 décembre 1244.
Veuf, il se remarie, en 1251, avec Béatrice Fieschi (1225-1283), fille de Théodore III Fieschi (Tedisio Fieschi), patrice de Gênes et comte de Lavagna, et nièce du pape Innocent IV. Le pape la surnomme dans une lettre la « comtesse Fleskyna ». Ils ont :
- Thomas (1252-1282), qui succède à son père comme seigneur de Piémont, épouse Guye ou Guyonne de Bourgogne († 1316) ;
- Amédée (1253-1323), succède à son oncle Philippe Ier comme comte de Savoie en 1285, surnommé le Grand, épouse Sibylle de Baugé (1255-1294), puis Marie de Brabant (ap. 1277-avt. 1340) ;
- Louis (1250/3-1302/03), baron de Vaud, épouse Adeline, fille de Mathieu II de Lorraine, puis Jeanne, et en troisième noces Isabelle d'Aulnay ;
- Léonore ou Éléonore († 1296), dame de Châteauneuf, mariée en 1270 à Louis Ier de Beaujeu (†1295), fils de Renaud, comte de Forez, et héritier de sa mère Isabelle de Beaujeu.

Le site MedLands ajoute :
- Contesson († ap. 14 janvier 1264) ;
- Alice (1252-1277).

Guichenon indique que V Vanderburch avait ajouté, par erreur, une fille, « Béatrix de Savoie, Dauphine », la confondant avec la fille du comte Pierre II de Savoie, la Grande Dauphine Béatrix de Faucigny.

## Titres
Prince de la maison de Savoie, Thomas de Savoie est apanagé en Piémont (1235-1259). Il devient, par mariage, comte de Flandre et de Hainaut (1237-1244).
Samuel Guichenon le qualifie, par erreur, de « comte de Maurienne ». Il est communément dit « comte de Piémont », titre qu'il aurait obtenu en 1247 selon MedLands. Dans son ouvrage, la reine Marie-José de Belgique indique qu'à l'issue de la donation du Piémont par son frère en 1245, « il porta le titre de comte de Piémont ».
En 1248, l'empereur le fait vicaire général du Saint-Empire pour l'Italie du Nord (Piémont et Lombardie),.